# Achillea asiatica
Achillea asiatica là một loài thực vật có hoa trong họ Cúc. Loài này được Serg. mô tả khoa học đầu tiên năm 1946.